# Cabov
Cabov é um município da Eslováquia, situado no distrito de Vranov nad Topľou, na região de Prešov. Tem 15,69 km² de área e sua população em 2018 foi estimada em 385 habitantes.

## Demografia
| Ano:        | 1994 | 2004   | 2014   | 2024    |
| ----------- | ---- | ------ | ------ | ------- |
| Broj ljudi: | 414  | 422    | 398    | 350     |
| Razlika:    |      | +1,93% | -5,68% | -12,06% |

| Ano:               | 2023 | 2024   |
| ------------------ | ---- | ------ |
| Número de pessoas: | 354  | 350    |
| Diferença:         |      | -1,12% |